# Manya (langue)
Ne doit pas être confondu avec Manya.
Le manya ou maninyakan est une langue mandingue parlée au Liberia et en Guinée par 106 000 locuteurs (2006).
- Locuteurs du manya enregistrés au Liberia.